# قلعة دي بريانزا
قلعة دي بريانزا (Brianzöö: Castél) هي (بلدية) في ولاية ليكو في منطقة لومبارديا الإيطالية ، وتقع على بعد حوالي 35 كيلومتراً(22ميل) شمال شرق ميلانو وحوالي 11 كيلو متراً (7ميل) جنوب غرب ليكو.
تحد قلعة دي بريانزا البلديات التالية : بارزاغو ، كولي بريانزا ، دولزاغو، روفانيت ، سانتا ماريا هوي ، سيرتوري.

## الروابط الخارجية
- Official website